# Tonči Gabrić
Tonči Gabrić (Split, 11. ožujka ili 11. studenog 1961. – Split, 28. listopada 2024.) bio je hrvatski nogometni vratar.
Gabrić je seniorsku karijeru započeo u Čeliku iz Zenice, da bi ju potom nastavio u Rijeci, grčkom PAOK-u i Hajduku. Za splitski je klub nastupio u više od 100 utakmica, pritom dobivši nagradu Hajdučko srce za sezonu 96./97. Obranama se ponajviše istaknuo tijekom nastupa Hajduka u Ligi prvaka kada je bio možda i najbolji igrač momčadi. Karijeru je završio 1999., na vratima Hajduka naslijedio ga je Stipe Pletikosa.
U reprezentaciji je u 7 godina zabilježio tek 9 nastupa, uključujući debi 17. listopada 1990. godine u Zagrebu, u prvoj povijesnoj prijateljskoj utakmici hrvatske nogometne reprezentacije od uspostave neovisnosti protiv reprezentacije SAD-a, u kojoj je Hrvatska pobijedila 2:1. Većinu vremena bio je zamjena Draženu Ladiću, a bio je jedan od igrača na EURU 1996. u Engleskoj.
Njegov sin Drago, trenutno je član Zagore Unešić, a prethodno je igrao za Rijeku u koju je prešao iz Hajduka potpisavši ugovor 21. lipnja 2012.

## Statistika u Hajduku[5]
| Natjecanje        | Nastupi | Zgodici |
| ----------------- | ------- | ------- |
| Prvenstvo         | 104     | 0       |
| Kup               | 14      | 0       |
| Superkup          | 2       | 0       |
| Međunarodne       | 24      | 0       |
| Splitski podsavez | 0       | 0       |
| Ukupno            | 144     | 0       |
| Prijateljske      | 43      | 0       |
| Sveukupno         | 187     | 0       |

## Vanjske poveznice
- Profil, Hrvatski nogometni savez
- Profil, Nogometni leksikon
- Statistike hrvatskog nogometa, Tonči Gabrić